# Cadero
Cadero è una frazione del comune italiano di Maccagno con Pino e Veddasca.

## Storia
Cadero è un piccolo centro abitato di antica origine, appartenente alla pieve di Val Travaglia. Era frazione del comune di Graglio con Cadero.
Nel 1877 divenne capoluogo del comune, che pertanto mutò la propria denominazione in Cadero con Graglio.
Il comune di Cadero con Graglio venne soppresso nel 1928, e fuso ai comuni di Armio, Biegno e Lozzo, formando il nuovo comune di Veddasca.
Nel 2014 ha seguito le sorti di tutto il comune di Veddasca ed è confluito nel nuovo comune di Maccagno con Pino e Veddasca.

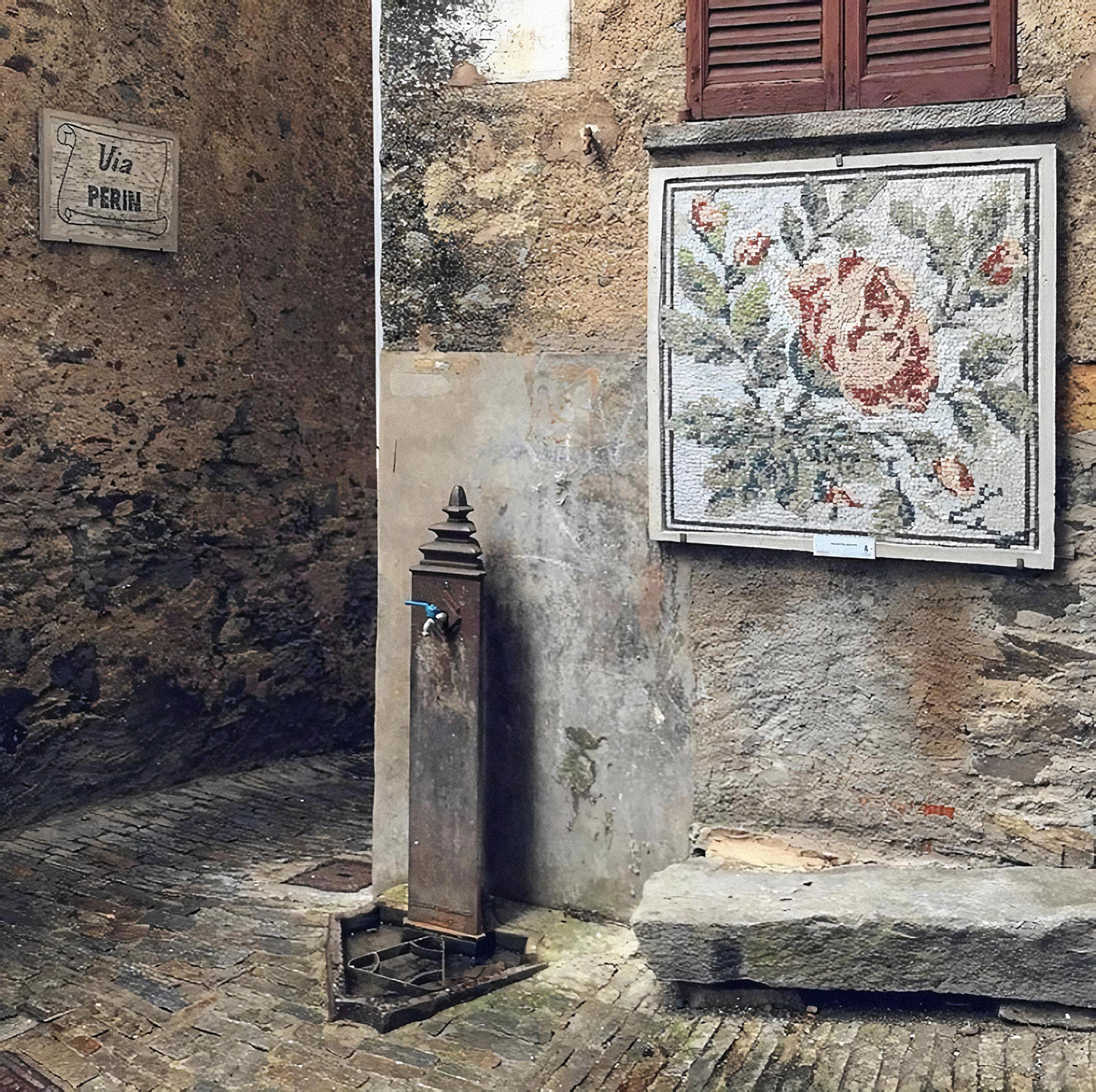
Via Perin

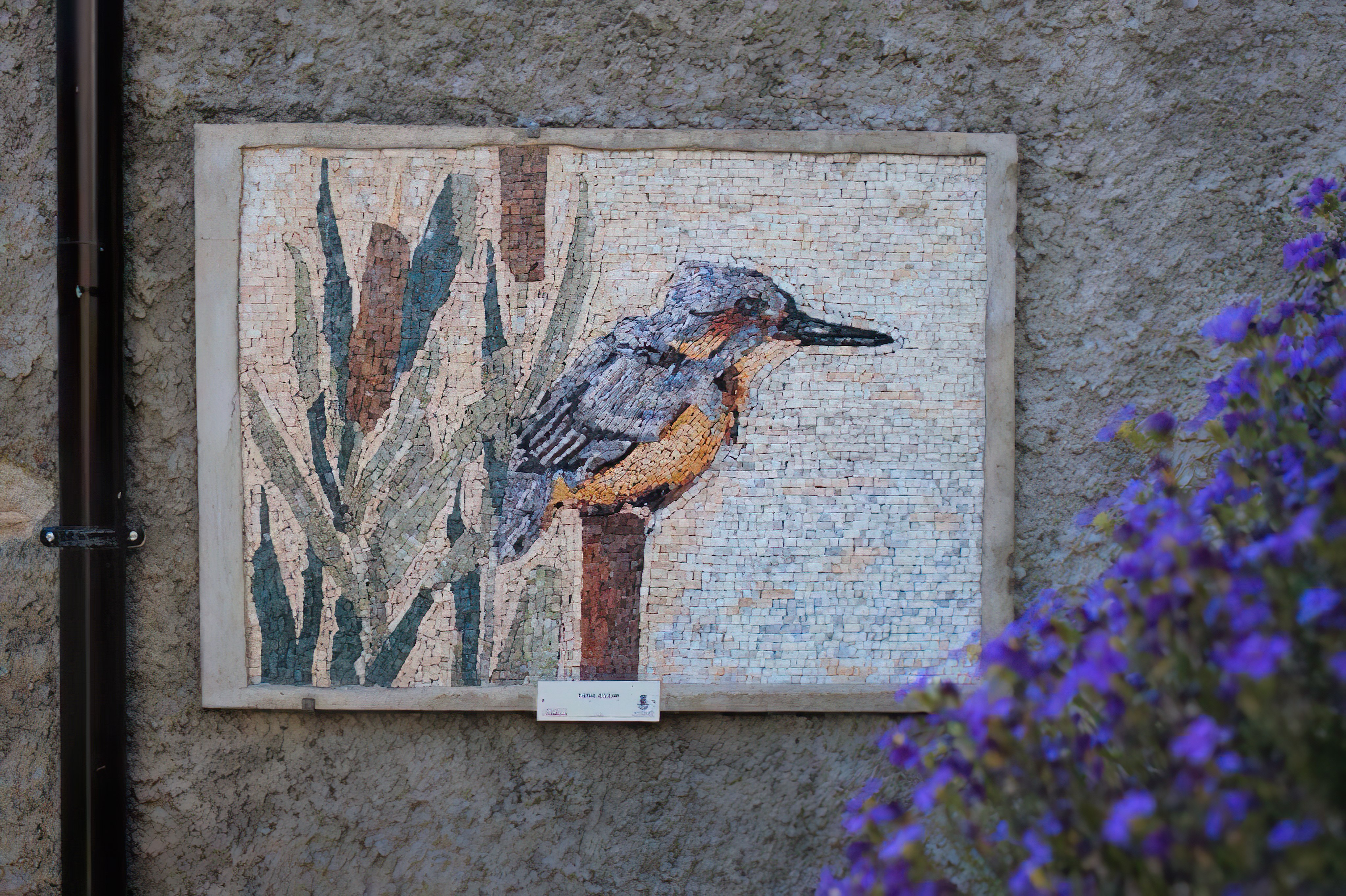
Mosaico su muro rustico

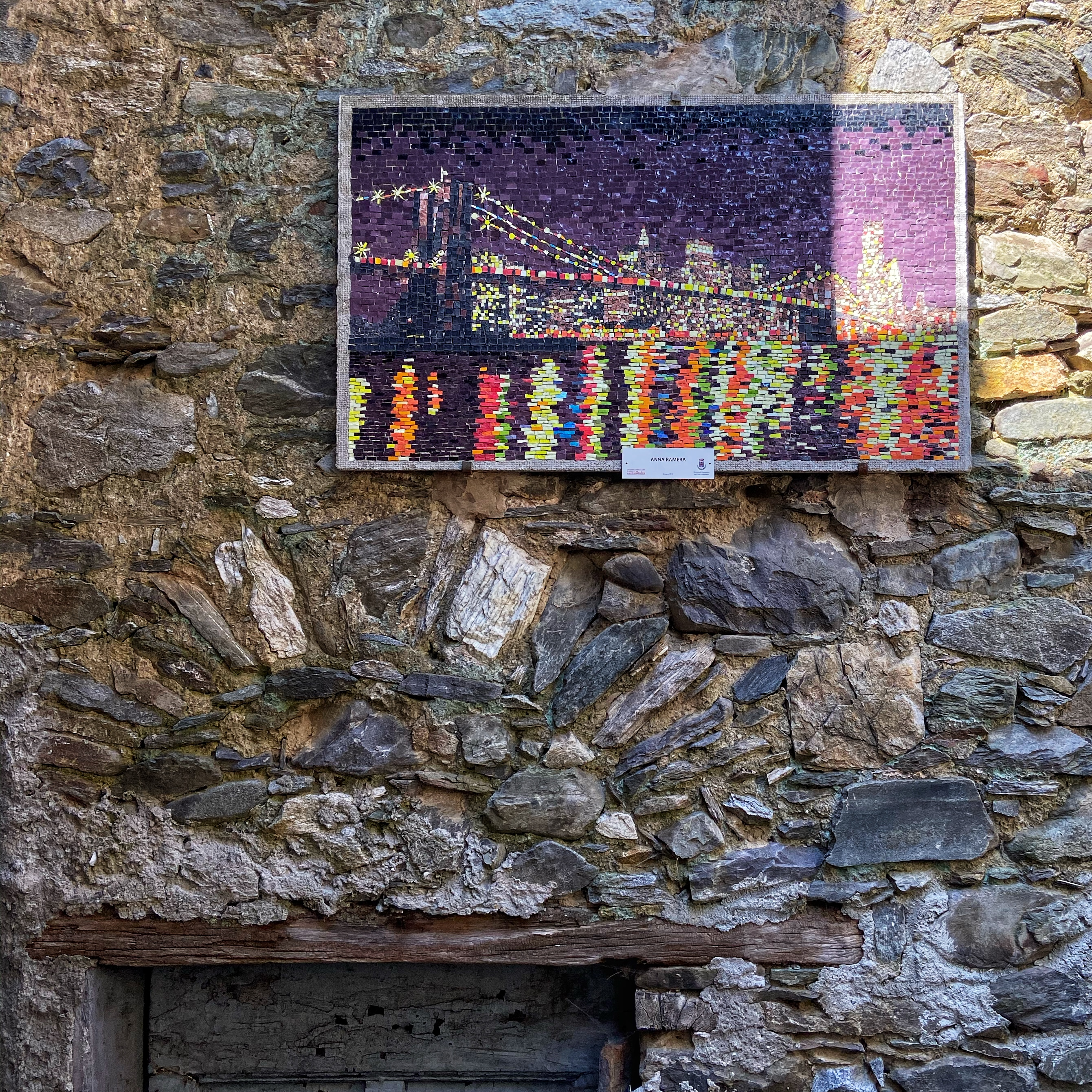
Mosaico su muro rustico raffigurante il ponte di Brooklyn

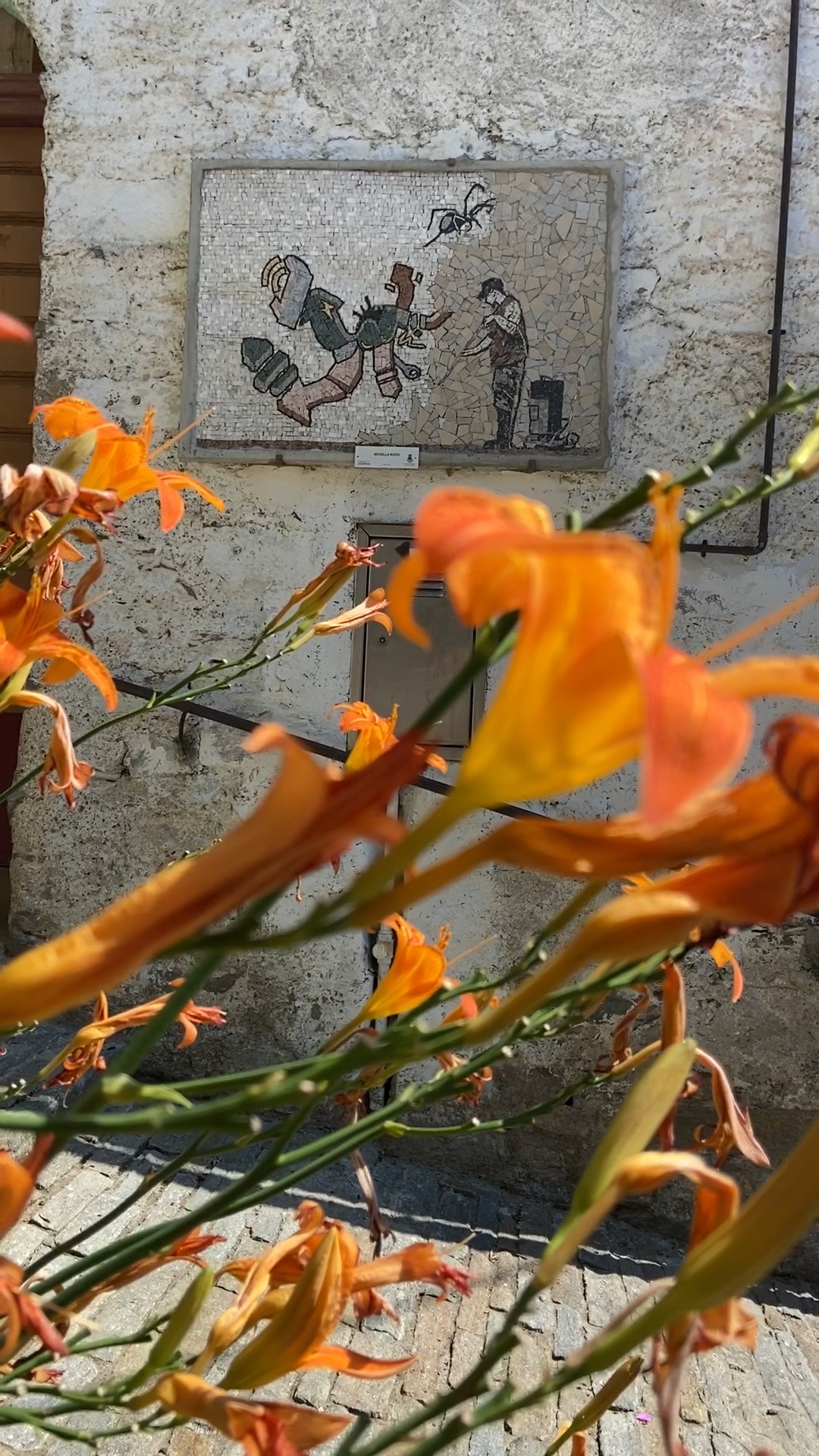
Fiori arancio con mosaico

Nel 2015 è stata inaugurata la mostra permanente di mosaici, nata da un'idea di Claudio Gobbi e Gianpietro Pugni, realizzata con il supporto dell'Accademia delle belle arti Santa Giulia di Brescia ed il comune di Maccagno con Pino e Veddasca.  
La mostra presenta circa 30 mosaici creativi realizzati a tema libero dagli studenti dell'accademia, 6 da Gianpietro Pugni ed uno di Claudio Gobbi. 
Nel 2016 sono stati installati altri 20 mosaici con i nomi delle vie sempre realizzati da Gianpietro Pugni.

## Monumenti e luoghi d'interesse
A Cadero si trova la chiesa di San Silvestro, risalente al XII secolo.